# Еремеев, Виктор Васильевич
Виктор Васильевич Еремеев (1926—1994) — советский передовик производства в автомобильной промышленности. Герой Социалистического Труда (1977).

## Биография
Родился 6 сентября 1926 года в селе Терса (ныне — Вольского района Саратовской области) в семье рабочего.
В 1941 году окончил семь классов сельской школы. С 1941 по 1943 годы работал в местном колхозе. В 1943 году по направлению колхоза поступил на курсы шофёров.
В 1944 году окончил курсы шофёров, переехал в город Балаково, поступил на работу в автохозяйство треста «Союззаготзерно». В. В. Еремеев добивался высоких показателей в работе, являлся инициатором новых приёмов и методов труда, был бригадиром водителей, наставником молодёжи.
20 ноября 1958 года Указом Президиума Верховного Совета СССР В. В. Еремеев «за отличие в труде» был награждён Орденом Знак Почёта.
В начале 1960-х годов в Балакове развернулась большая стройка: ГЭС, предприятия химической промышленности. Работая на строительстве, возил кирпичи и панели для домов, плиты для городской набережной и Саратовского оросительно-обводнительного канала, участвовал в прокладке дороги Саратов — Балаково. Также ежегодно участвовал в уборочной, возил зерно, выполнение сменных заданий составляло 180 %.
4 мая 1971 года и 7 декабря 1973 года Указом Президиума Верховного Совета СССР В. В. Еремеев «за отличие в труде» дважды был награждён Орденом Ленина.
13 мая 1977 года «за выдающиеся успехи, достигнутые в выполнении плановых заданий на 1976 года и принятых социалистических обязательств» Указом Президиума Верховного Совета СССР Виктор Васильевич Еремеев был удостоен звания Героя Социалистического Труда с вручением Ордена Ленина и золотой медали «Серп и Молот».
В. В. Еремеев избирался членом Балаковского горкома КПСС.
С 1994 года — на пенсии. Умер 27 апреля 1994 года в городе Балаково.

## Награды
- Медаль «Серп и Молот» (13.05.1977)
- Три Ордена Ленина (4.05.1971; 07.12.1973; 13.05.1977)
- Орден Знак Почёта (20.11.1958)

### Звания
- Почётный гражданин города Балаково (02.11.1977)